# Paige Bueckers
Paige Madison Bueckers (Edina, Minnesota; 20 de octubre de 2001) es una baloncestista profesional estadounidense. Juega en la posición de base y actualmente milita en las Dallas Wings de la Women's National Basketball Association (WNBA).
Como colegial, en su primer año en UConn Huskies, ganó todos los premios a jugadora universitaria nacional del año a los que era elegible.Debido a una lesión durante un partido universitario en su rodilla izquierda había dejado de jugar pero en el año 2024 volvió.

## Biografía
Bueckers nació el 20 de octubre de 2001 en Edina, Minnesota. Creció en el adyacente St. Louis Park. En séptimo grado, Bueckers jugó para el equipo de décimo grado y el equipo universitario junior en Hopkins High School en Minnetonka. Cuando estaba en octavo grado, hizo su debut universitario, ayudando a Hopkins a llegar a la final estatal.
En su debut en la escuela secundaria, anotó 28 puntos y registró cinco robos y cuatro asistencias en la victoria 74–34 sobre Osseo Senior High School. Hopkins pasó a tener una temporada de 31–1, y su única derrota fue el juego de campeonato estatal de Clase 4A ante Elk River High School. Durante su último año, se convirtió en la primera jugadora de secundaria en aparecer en la portada de la revista Slam.

## Estadísticas de carrera

### UConn
| Año                                           | Equipo  | PJ                 | PT                 | MPP                | %TC                | %3P                | %TL                | RPP                | APP                | ROB                | TPP                | PPP                |
| --------------------------------------------- | ------- | ------------------ | ------------------ | ------------------ | ------------------ | ------------------ | ------------------ | ------------------ | ------------------ | ------------------ | ------------------ | ------------------ |
| 2020–21                                       | UConn   | 29                 | 29                 | 36.1               | .524               | .464               | .869               | 4.9                | 5.8                | 2.3                | .4                 | 20.0               |
| 2021–22                                       | UConn   | 17                 | 13                 | 29.2               | .544               | .353               | .714               | 4.0                | 3.9                | 1.5                | .6                 | 14.6               |
| 2022–23                                       | UConn   | No jugó por lesión | No jugó por lesión | No jugó por lesión | No jugó por lesión | No jugó por lesión | No jugó por lesión | No jugó por lesión | No jugó por lesión | No jugó por lesión | No jugó por lesión | No jugó por lesión |
| 2023–24                                       | UConn   | 39                 | 39                 | 31.9               | .530               | .416               | .834               | 5.2                | 3.8                | 2.2                | 1.4                | 21.9               |
| 2024–25                                       | UConn   | 38                 | 38                 | 30.3               | .534               | .419               | .889               | 4.4                | 4.6                | 2.1                | .8                 | 19.9               |
| Carrera                                       | Carrera | 123                | 119                | 32.0               | .531               | .423               | .850               | 4.7                | 4.6                | 2.1                | .8                 | 19.8               |
| Estadísticas recopiladas de Sports Reference. |         |                    |                    |                    |                    |                    |                    |                    |                    |                    |                    |                    |